# Villa Medici L’Ambrogiana

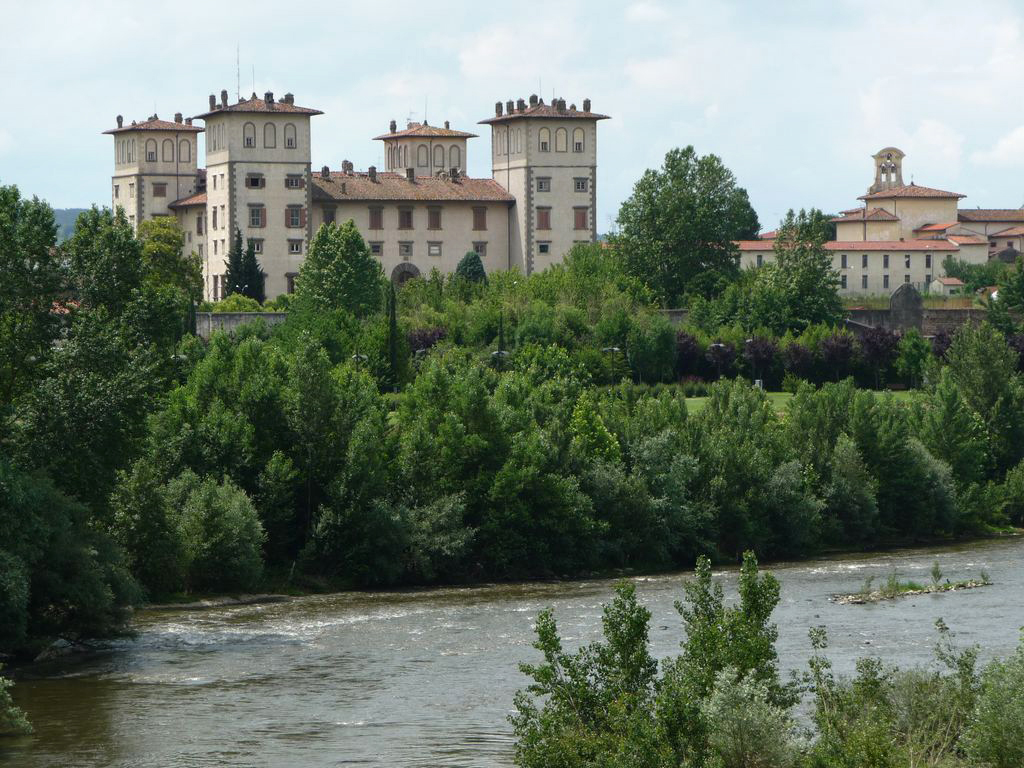
Villa Medicea dell’Ambrogiana

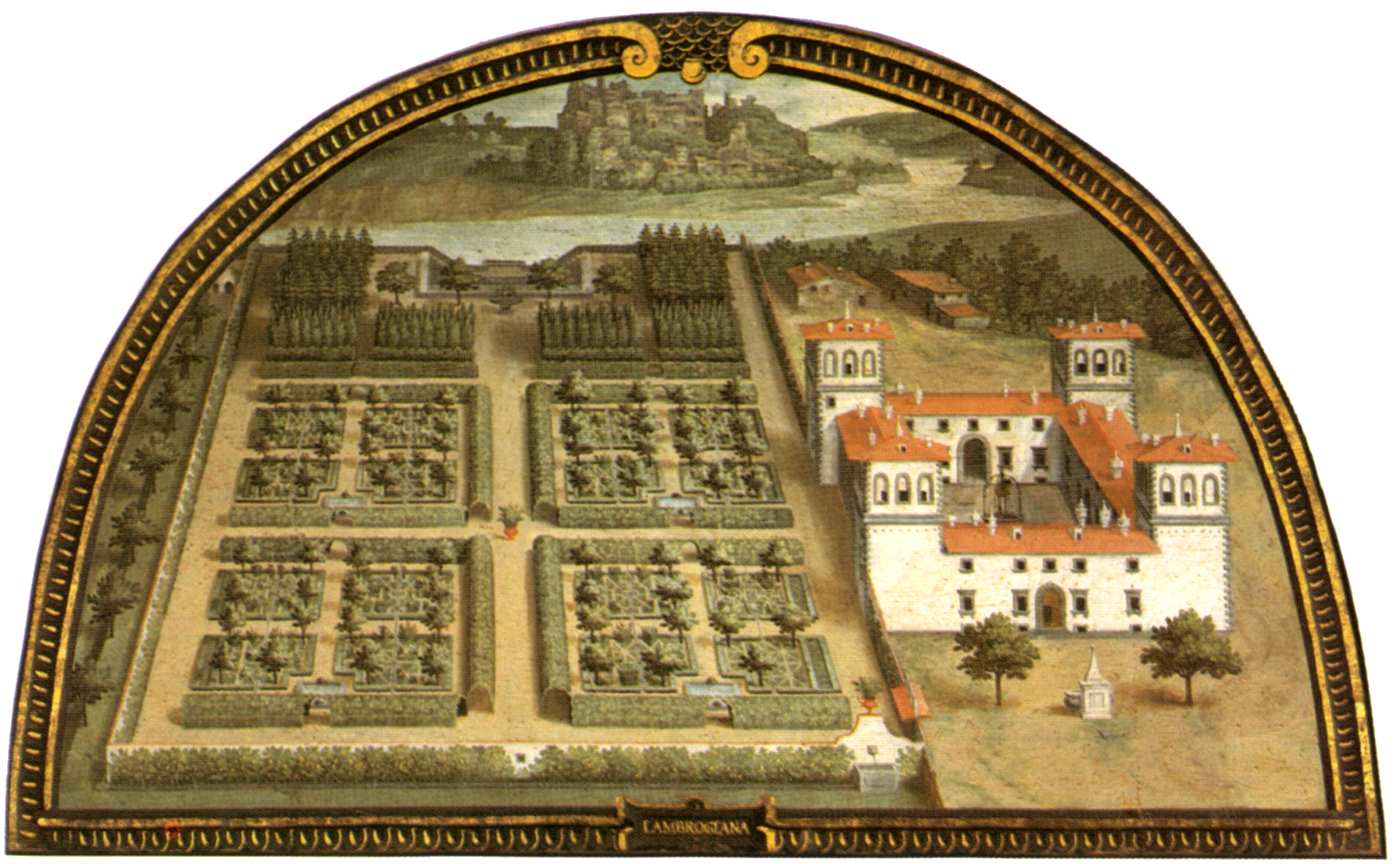
L'ambrogiana, Giusto Utens, Museo di Firenze com’era, Firenze.

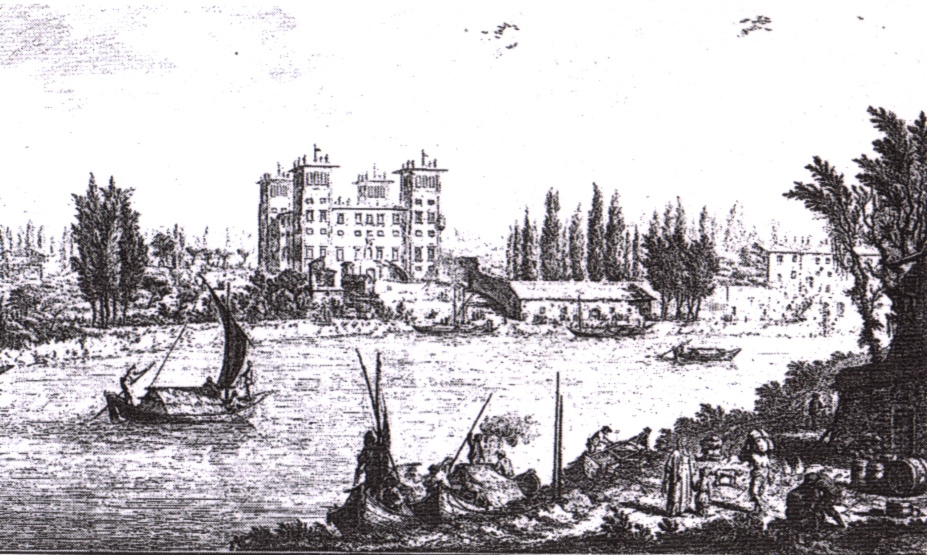
La Real Villa dell’Ambrogiana, Giuseppe Zocchi, Druck des 18. Jahrhunderts

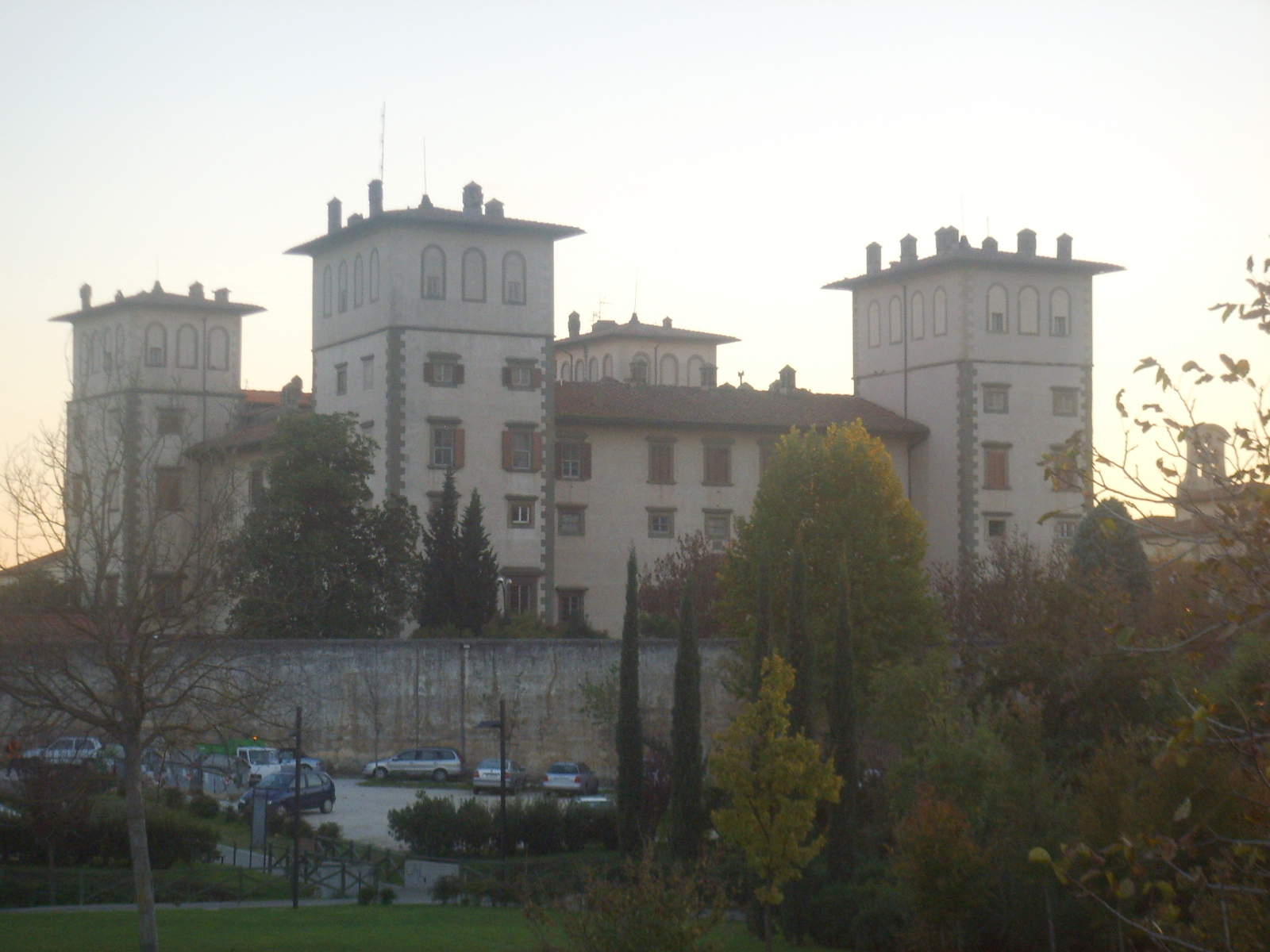
Die Villa heute

Die Villa dell’Ambrogiana ist eine Medici-Villa am linken Ufer des Arno am Zusammenflusse mit der Pesa, in malerischer Lage nahe dem Städtchen Montelupo Fiorentino. Ihr Name rührt von der ehemaligen Besitzerfamilie Ambrogi her. Ferdinando I. de’ Medici erwarb den Besitz 1573, noch vor seiner Thronbesteigung, von einem gewissen Giuseppe Gafoni. Nachdem er 1587 Großherzog geworden war, ließ Ferdinando das Villengebäude ausbauen. Statt zweier Türme besaß es jetzt vier. Architekt Raffaele Pagni war zuvor Mitarbeiter von Buontalenti. Manche vermuten auch aus stilistischen Gründen die Mitwirkung von Bartolomeo Ammanati und vor allem von Buontalenti, der damals freilich schon schwer erkrankt war. Im 17. Jahrhundert wurde ein Stockwerk aufgesetzt.
Die Villa dominiert die umliegende Landschaft, die Lage am Arno (der damals schiffbar war), und an der Straße Florenz-Pisa hatte wohl auch strategische Gründe. Der heute verschwundene Garten wird auf einem Lunettenbild von Utens dokumentiert.
L’Ambrogiana war ein Lieblingswohnsitz von Cosimo III. de’ Medici, der hier auch einen Teil seiner Kunst-Kuriositäten und Botaniksammlungen unterbrachte. Der Maler Ferdinando Tacca verschönerte das Haus. 1677 ließ der Großherzog eine Loggia für sein Gabinetto di storia naturale errichten, wo sein Hofarzt Francesco Redi medizinische Experimente und Versuche der Tierzucht unternahm. Bartolomeo Bimbi überliefert Bilder der hier gehaltenen exotischen Tiere und Kuriositäten, etwa eines Kalbes mit zwei Köpfen etc. (heute zu sehen im Museo della Natura Morta von Poggio a Caiano).
Im 18. Jahrhundert wurde erneut ein Stockwerk hinzugefügt, Leopold II. von Toskana ließ die Villa als Asyl für Geisteskranke umwidmen. Seit dem 19. Jahrhundert dient der eindrucksvolle Bau als Gefängnis. Ein gruppenweiser, geführter Besuch des Hauses ist aber heute einmal pro Woche möglich.